# Вацлав Шимановський (письменник)
Вацлав Шимановський (В'ячеслав Шимановський, пол. Wacław Szymanowski, 9 липня 1821, Варшава, Царство Польське, Російська імперія — 21 грудня 1886, Варшава, Царство Польське, Російська імперія) — польський письменник та драматург, перекладач, журналіст.

## Біографія

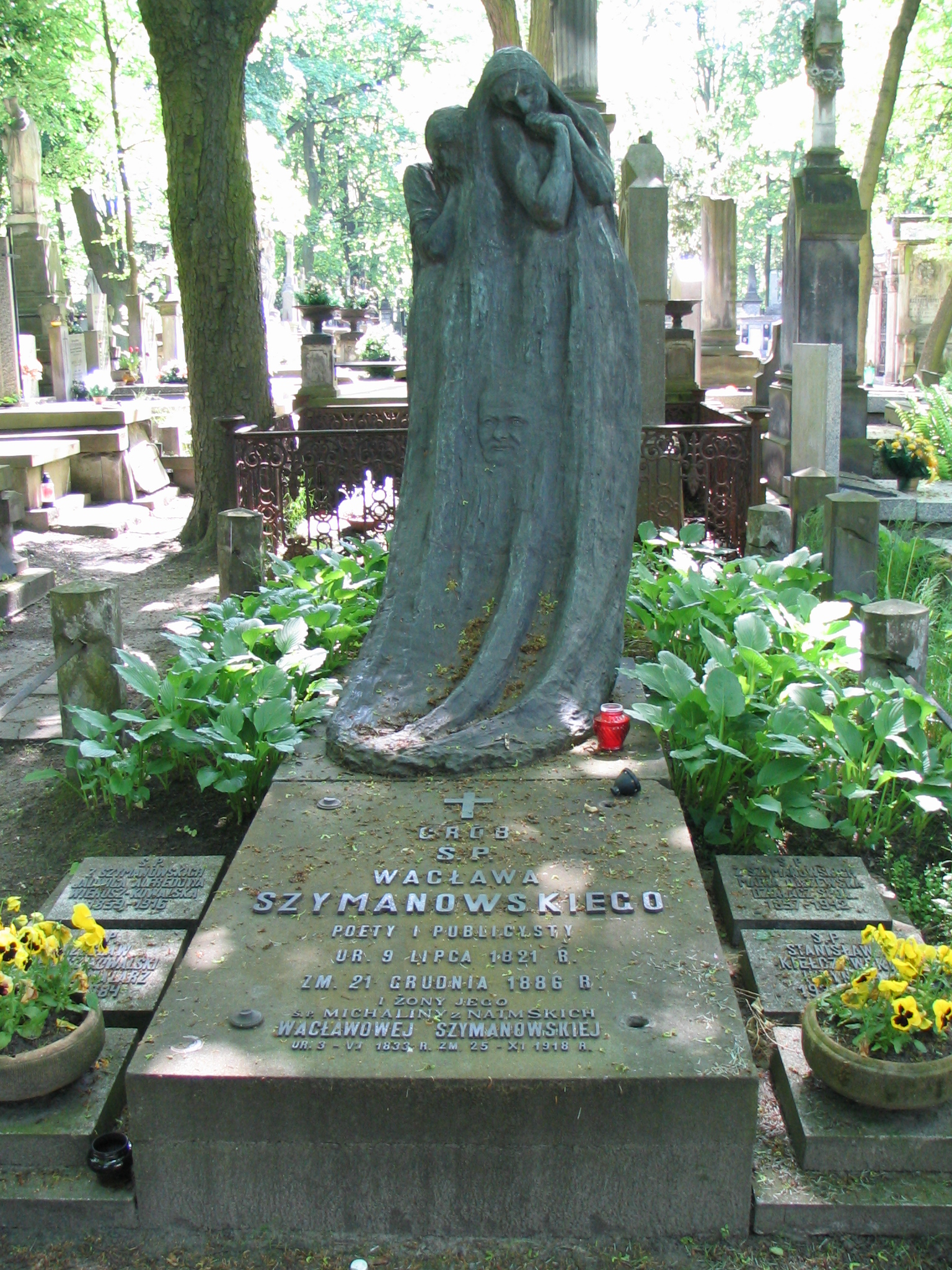
Могила Вацлава Шимановського на цвинтарі Старі Повонзки, Варшава

Після закінчення Варшавського ліцею 1-й губернской гімназії Вацлав Шимановський поступив на державну службу. У цей час став займатися літературною діяльністю, публікуючи статті у різних польський журналах. Був одним з редакторів газет «Dziennik Warszawski» та «Kroniki». Співпрацював з журналами «Tygodnik Ilustrowany», «Wędrowiec» та «Bluszcz». Пізніше став редактором щоденної газети «Kurjer Warszawski».
Написав драми «Salomon», «Sędziwój», комедії «Dzieje serca», «Matka», «Siła złego na jednego», п'єси «Szkice warszawskie», «Lichwiarze», «Ostatnie chwile Kopernika» та сатиру «Gawędy i satyry». Перевів декілька творів з французької мови.
У 1880 році на варшавській сцені були поставлені його драми «Ostatnia próba» та «Posąg».
У 1886 році видав шеститомник своїх творів під назвою «Poezje i dramaty».
Сином Вацлава Шимановського був польський скульптор Вацлав Шимановський.

Помер 21 грудня 1886 року та був похований на варшавському цвинтарі Повонзки.

## Джерело
- S. Orgelbranda Encyklopedja Powszechna. — Warszawa: Wydawnictwo Towarzystwa Akcyjnego Odlewni Czcionek i Drukarni S. Orgelbranda Synów, XIX i pocz. XX wieku